# Ophiomitra leucorhabdota
Ophiomitra leucorhabdota är en ormstjärneart som först beskrevs av Hubert Lyman Clark 1911.  Ophiomitra leucorhabdota ingår i släktet Ophiomitra och familjen knotterormstjärnor. Inga underarter finns listade i Catalogue of Life.